# Chlidichthys bibulus
Chlidichthys bibulus, thường được gọi là cá đạm bì 3 sọc, là một loài cá biển thuộc chi Chlidichthys trong họ Cá đạm bì. Loài này được mô tả lần đầu tiên vào năm 1954.

## Phân bố và môi trường sống
C. bibulus phân bố ở phía tây Ấn Độ Dương, và được tìm thấy tại Socotra, vùng duyên hải Đông Phi (Kenya tới Mozambique) và đảo Aldabra. C. bibulus thường sống xung quanh các rạn san hô hoặc những thảm cỏ biển xen lẫn bọt biển ở độ sâu khoảng 25 m trở lại.

## Mô tả
C. bibulus trưởng thành dài khoảng 4 cm. Thân và đầu của C. bibulus có màu hồng trắng, xanh lam hoặc nâu lục; cá con có đầu và má màu phớt hồng. Bụng màu xám nhạt hoặc hơi nâu. Mõm có màu cam sậm hoặc đỏ cam. Mống mắt có màu cam hoặc đỏ tươi. Vây ngực màu hồng cam; vây bụng màu lam nhạt hoặc hồng. Vây lưng và vây hậu môn có màu xám sậm, gần như đen. Đuôi màu xanh lục phớt hồng, hoặc trong suốt.
Số ngạnh ở vây lưng: 2; Số vây tia mềm ở vây lưng: 23; Số ngạnh ở vây hậu môn: 2 - 3; Số vây tia mềm ở vây hậu môn: 13 - 15; Số vây tia mềm ở vây bụng: 16 - 18; Số ngạnh ở vây bụng: 1; Số vây tia mềm ở vây bụng: 4.
Thức ăn của C. bibulus có lẽ là rong tảo và các sinh vật phù du nhỏ.